# Velká synagoga (Varšava)
Velká synagoga byla největší stavbou svého druhu v celé předválečné Varšavě a v té době také jednou z největších na světě.
Postavena byla mezi lety 1875 až 1878 v ulici Tłomackiego, což byla část města, kde se Židé směli usadit, podle projektu architekta Leandra Marconiho v klasicistním stylu. V letech 1878–1908 byl představitelem synagogy rabín Izaak Cylkow, v letech 1908–1921 rabín Samuel Abraham Poznański a v letech 1922–1939 rabín Mojżesz Schorr.
Po potlačení povstání ve varšavském ghettu vyhodili nacisté 16. května 1943 synagogu do vzduchu. Po válce nebyla znovu postavena. Na jejím místě dnes stojí výšková budova Błękitny Wieżowiec.

## Galerie

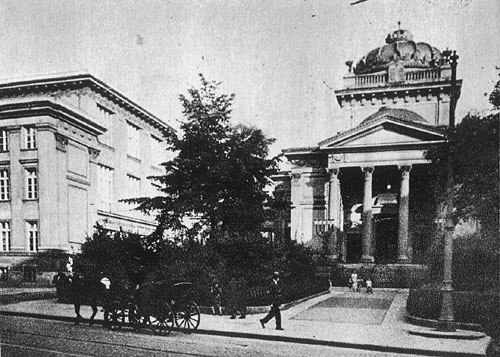
Vstupní portál
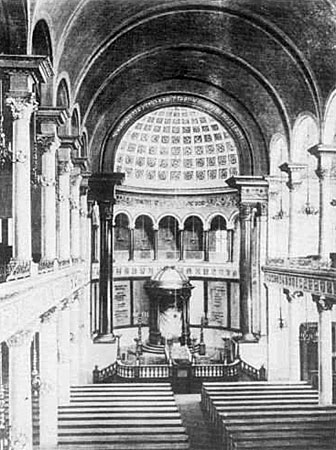
Interiér Velké synagogy
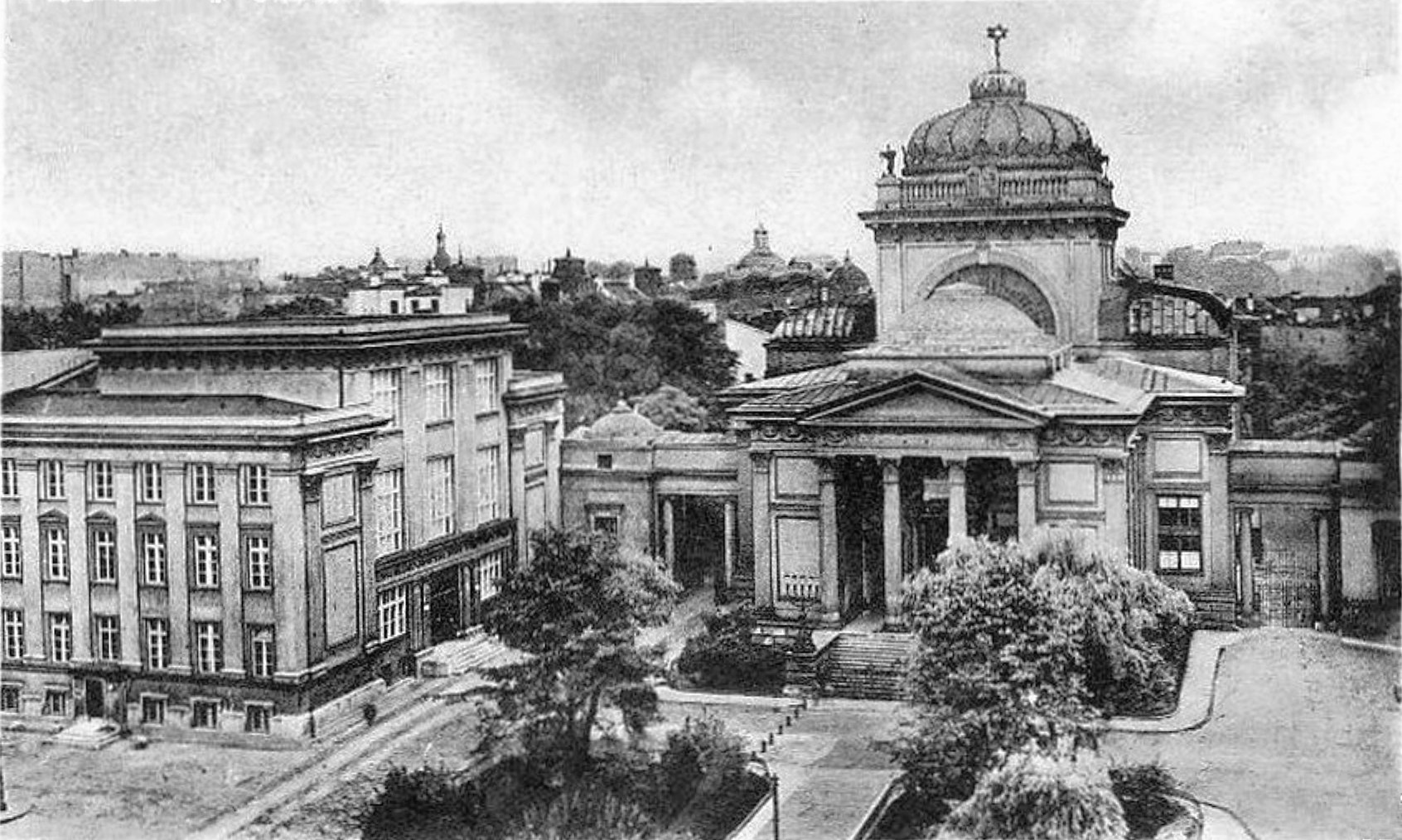
Celkový pohled na Velkou synagogu